# Mitchell Langerak
Mitchell Langerak (Emerald, 22 agosto 1988) è un ex calciatore australiano, di ruolo portiere.

## Caratteristiche tecniche
Langerak è stato tra i portieri australiani che maggiormente si è distinto a livello internazionale benché abbia avuto poco spazio in nazionale maggiore, compensava la sua poca velocità con un buon senso della posizione, era atleticamente preparato, abile nella respinta oltre ad avere un buon slancio nel tuffarsi sulla palla. In varie occasioni si è rivelato competente anche nel parare i calci di punizione e i rigori.

## Carriera

### Club

#### Melbourne Victory e Borussia Dortmund
Esordisce con il Melbourne Victory nell'A-League durante la stagione 2008-2009 riuscendo a vincerla, ha giocato una sola partita in campionato, vincendo per 4-2 contro il Wellington Phoenix. Gioca la sua prima partita nella Champions League asiatica vincendo per 3-1 contro il Chonburi. Invece nella stagione successiva gioca da titolare nella seconda metà del torneo disputando 13 partite di campionato. Gioca poi nell'edizione 2010 della AFC Champions League dove Langerak vince una sola partita, qualla contro il Kawasaki Frontale che si è conclusa per 1-0.
Per la stagione 2010-2011 passa alla squadra tedesca del Borussia Dortmund, con cui vince subito lo scudetto giocando una sola partita, quella vinta per 3-1 contro il Bayern Monaco; vince il suo secondo campionato consecutivo nella stagione 2011-2012, questa volta disputa due match: nelle vittorie contro l'Amburgo (5-1) e il Kaiserslautern (5-2). Vince la Coppa di Germania dove Langerak disputa la finale battendo il Bayern Monaco per 5-2, sempre con il Bayern Monaco come avversario Langerak disputa la Supercoppa di Germania vinta per 2-0. Tenta nuovamente di vincere la Coppa di Germania, l'edizione 2014-2015 ma nella finale giocata da Langerak il Borussia Dortmund per 3-1 contro il Wolfsburg.
Il 18 settembre 2013 ha esordito in Champions League, nella partita persa per 2-1 contro il Napoli, rompendosi due denti andando ad impattare sul palo alla sua sinistra, nel vano tentativo di sventare la punizione con gli avversari realizzano la loro seconda rete siglata da Lorenzo Insigne. Nella partita successiva invece Langerak conquista la sua unica vittoria nel torneo continentale europeo battendo per 3-0 il Marsiglia.

#### Stoccarda e Levante
Il 29 giugno 2015 viene acquistato dallo Stoccarda dove Langerak a causa di un infortunio è stato escluso dalla competizione potendo giocare solo le ultime due partie, tuttavia lo Stoccarda viene retrocesso in seconda divisione. La squadra vince la 2. Bundesliga, nel suo periodo in Germania è stata l'unica stagione dove Langerak ha giocato come primo portiere da titolare in tutte le partite di campionato. Nel 2017 ha avuto una breve esperienza in Spagna con la squadra del Levante giocando una sola partite, pareggiando per 1-1 contro il Girona.

#### Nagoya Grampus
Nel 2018 si trasferisce in Giappone giocando con il Nagoya Grampus nella J1 League, la massima divisione di calcio nipponica. Gioca subito come portiere titolare, vince anche la Coppa J League nel 2021 affrontando il Cerezo Osaka in finale vincendo per 2-0. Si ripete nell'edizione 2024 nei quarti di finale la partita contro il Sanfrecce Hiroshima si conclude per 3-1 ai rigori vinti dal Nagoya Grampus, Langerak segna personalmente il secondo tiro dal dischetto, poi nella finale contro lo Yokohama F·Marinos dopo un 3-3 alla conclusione dei tempi supplementari il Cerezo Osaka vince i rigori per 5-4 e ancora una volta Langerak realizza un gol dagli undici metri. Il 10 Luglio 2025 si ritira dal calcio giocato.

### Nazionale
Langerak è stato selezionato nella squadra dei Australia national under-20 football team per partecipare al 2006 AFC Youth Championship. Langerak ha ricevuto la sua prima convocazione nella squadra nazionale senior nel marzo 2011, nominato dall'allenatore Holger Osieck come membro della squadra di 17 giocatori per affrontare la Germania in una partita amichevole.
Langerak ha fatto il suo debutto nella squadra senior dell'Australia in un'amichevole internazionale contro la Francia il 12 ottobre 2013, una partita in cui gli Socceroos sono stati schiacciati per 6-0. Questa partita si è rivelata essere l'ultimo match di Holger Osieck alla guida dell'Australia, con il suo licenziamento che è avvenuto poco dopo la fine della partita. Langerak ha fatto la sua seconda apparizione per l'Australia contro il Canada, una partita che l'Australia ha vinto 3-0. Langerak è stato incluso nella squadra di 23 uomini che si è recata in Brazil per la Coppa del Mondo FIFA 2014. È stato inoltre incluso nella lista finale dell'Australia per la Coppa d'Asia AFC 2015, che si è tenuta in Australia, ma non ha giocato nemmeno una partita.
Nel maggio 2021, dopo aver rappresentato l'Australia otto volte, l'ultimo match il 13 giugno 2017 perdendo per 4-0 contro il Brasile, Langerak ha annunciato il suo ritiro dal calcio internazionale, volendo rimanere con la sua famiglia durante la pandemia di COVID-19. Nel settembre 2022, Langerak è uscito dal ritiro internazionale in vista del Campionato del Mondo FIFA 2022, a seguito dell'allentamento delle restrizioni sui viaggi internazionali, ma non è stato selezionato per la squadra della Coppa del Mondo.

## Statistiche

### Presenze e reti nei club
Statistiche aggiornate al 1º luglio 2019.
| Stagione                 | Squadra                  | Campionato               | Campionato | Campionato | Coppe nazionali | Coppe nazionali | Coppe nazionali | Coppe continentali | Coppe continentali | Coppe continentali | Altre coppe | Altre coppe | Altre coppe | Totale | Totale   |
| Stagione                 | Squadra                  | Comp                     | Pres       | Reti       | Comp            | Pres            | Reti            | Comp               | Pres               | Reti               | Comp        | Pres        | Reti        | Pres   | Reti     |
| ------------------------ | ------------------------ | ------------------------ | ---------- | ---------- | --------------- | --------------- | --------------- | ------------------ | ------------------ | ------------------ | ----------- | ----------- | ----------- | ------ | -------- |
| 2008-2009                | Melbourne Victory        | AL                       | 1          | -2         | -               | -               | -               | -                  | -                  | -                  | -           | -           | -           | 1      | -2       |
| 2009-2010                | Melbourne Victory        | AL                       | 13+3       | -10 + -4   | -               | -               | -               | ACL                | 5                  | -6                 | -           | -           | -           | 21     | -16 + -4 |
| Totale Melbourne Victory | Totale Melbourne Victory | Totale Melbourne Victory | 14+3       | -12 + -4   |                 | -               | -               |                    | 5                  | -6                 |             | -           | -           | 19+3   | -18 + -4 |
| 2010-2011                | Borussia Dortmund        | BL                       | 1          | -1         | CG              | 0               | 0               | UEL                | 0                  | 0                  | -           | -           | -           | 1      | -1       |
| 2011-2012                | Borussia Dortmund        | BL                       | 2          | -3         | CG              | 3               | -1              | UCL                | 0                  | 0                  | SG          | 0           | 0           | 5      | -4       |
| 2012-2013                | Borussia Dortmund        | BL                       | 3          | -5         | CG              | 0               | 0               | UCL                | 0                  | 0                  | SG          | 0           | 0           | 3      | -5       |
| 2013-2014                | Borussia Dortmund        | BL                       | 4          | -5         | CG              | 3               | 0               | UCL                | 2                  | -1                 | SG          | 0           | 0           | 9      | -6       |
| 2014-2015                | Borussia Dortmund        | BL                       | 9          | -10        | CG              | 6               | -7              | UCL                | 1                  | -1                 | SG          | 1           | 0           | 17     | -18      |
| Totale Borussia Dortmund | Totale Borussia Dortmund | Totale Borussia Dortmund | 19         | -24        |                 | 12              | -8              |                    | 3                  | -2                 |             | 1           | 0           | 35     | -34      |
| 2015-2016                | Stoccarda                | BL                       | 2          | -6         | CG              | 1               | -3              | -                  | -                  | -                  | -           | -           | -           | 3      | -9       |
| 2016-2017                | Stoccarda                | 2L                       | 34         | -37        | CG              | 2               | -2              | -                  | -                  | -                  | -           | -           | -           | 36     | -39      |
| Totale Stoccarda         | Totale Stoccarda         | Totale Stoccarda         | 19         | -27        |                 | 3               | -5              |                    |                    |                    |             |             |             | -22    | -32      |
| 2017-gen. 2018           | Levante                  | PD                       | -          | -          | CR              | 1               | -1              | -                  | -                  | -                  | -           | -           | -           | 1      | -1       |
| 2018                     | Nagoya Grampus           | J1                       | 34         | -59        | CI              | 1               | -1              | -                  | -                  | -                  | -           | -           | -           | 35     | -60      |
| 2019                     | Nagoya Grampus           | J1                       | 33         | -50        | CdL             | 2               | -2              | -                  | -                  | -                  | -           | -           | -           | 35     | -52      |
| 2020                     | Nagoya Grampus           | J1                       | 34         | -28        | CdL             | 4               | -5              | -                  | -                  | -                  | -           | -           | -           | 38     | -33      |
| 2021                     | Nagoya Grampus           | J1                       | 38         | -30        | CI+CdL          | 4+5             | -3 + -3         | ACL                | 7                  | -6                 | -           | -           | -           | 54     | -42      |
| 2022                     | Nagoya Grampus           | J1                       | 33         | -31        | CI+CdL          | 1+7             | -2 + -8         | -                  | -                  | -                  | -           | -           | -           | 41     | -41      |
| 2023                     | Nagoya Grampus           | J1                       | 34         | -36        | CI+CdL          | 3+6             | -3 + -5         | -                  | -                  | -                  | -           | -           | -           | 43     | -44      |
| 2024                     | Nagoya Grampus           | J1                       | -          | -          | CI+CdL          | -               | -               | -                  | -                  | -                  | -           | -           | -           | -      | -        |
| Totale Nagoya Grampus    | Totale Nagoya Grampus    | Totale Nagoya Grampus    | 206        | -234       |                 | 33              | -32             |                    | 7                  | -6                 |             | -           | -           | 246    | -262     |
| Totale carriera          | Totale carriera          | Totale carriera          | 289        | -329       |                 | 49              | -45             |                    | 16                 | -15                |             | 1           | -1          | 355    | -390     |

### Cronologia presenze e reti in nazionale
| Cronologia completa delle presenze e delle reti in nazionale ― Australia | Cronologia completa delle presenze e delle reti in nazionale ― Australia | Cronologia completa delle presenze e delle reti in nazionale ― Australia | Cronologia completa delle presenze e delle reti in nazionale ― Australia | Cronologia completa delle presenze e delle reti in nazionale ― Australia | Cronologia completa delle presenze e delle reti in nazionale ― Australia | Cronologia completa delle presenze e delle reti in nazionale ― Australia | Cronologia completa delle presenze e delle reti in nazionale ― Australia |
| Data                                                                     | Città                                                                    | In casa                                                                  | Risultato                                                                | Ospiti                                                                   | Competizione                                                             | Reti                                                                     | Note                                                                     |
| ------------------------------------------------------------------------ | ------------------------------------------------------------------------ | ------------------------------------------------------------------------ | ------------------------------------------------------------------------ | ------------------------------------------------------------------------ | ------------------------------------------------------------------------ | ------------------------------------------------------------------------ | ------------------------------------------------------------------------ |
| 11-10-2013                                                               | Parigi                                                                   | Francia                                                                  | 6 – 0                                                                    | Australia                                                                | Amichevole                                                               | -6                                                                       |                                                                          |
| 15-10-2013                                                               | Londra                                                                   | Canada                                                                   | 0 – 3                                                                    | Australia                                                                | Amichevole                                                               | -                                                                        | 46’                                                                      |
| 5-3-2014                                                                 | Londra                                                                   | Australia                                                                | 3 – 4                                                                    | Ecuador                                                                  | Amichevole                                                               | -                                                                        | 46’ 54’                                                                  |
| 8-9-2014                                                                 | Londra                                                                   | Arabia Saudita                                                           | 2 – 3                                                                    | Australia                                                                | Amichevole                                                               | -2                                                                       | 70’                                                                      |
| 14-10-2014                                                               | Doha                                                                     | Qatar                                                                    | 1 – 0                                                                    | Australia                                                                | Amichevole                                                               | -                                                                        | 46’                                                                      |
| 30-3-2015                                                                | Skopje                                                                   | Macedonia                                                                | 0 – 0                                                                    | Australia                                                                | Amichevole                                                               | -                                                                        | 61’                                                                      |
| 23-3-2017                                                                | Teheran                                                                  | Iraq                                                                     | 1 – 1                                                                    | Australia                                                                | Qual. Mondiali 2018                                                      | -1                                                                       |                                                                          |
| 13-6-2017                                                                | Melbourne                                                                | Australia                                                                | 0 – 4                                                                    | Brasile                                                                  | Amichevole                                                               | -4                                                                       |                                                                          |
| Totale                                                                   |                                                                          | Presenze                                                                 | 8                                                                        |                                                                          | Reti                                                                     | -13                                                                      |                                                                          |

## Palmarès

### Club

#### Competizioni nazionali
- Campionato australiano: 1

Melbourne Victory: 2008-2009
- Campionato tedesco: 2

Borussia Dortmund: 2010-2011, 2011-2012
- Coppa di Germania: 1

Borussia Dortmund: 2011-2012
- Supercoppa di Germania: 2

Borussia Dortmund: 2013, 2014
- Campionato tedesco di seconda divisione: 1

Stoccarda: 2016-2017
- Coppa J. League: 1

Nagoya Grampus: 2021, 2024

### Nazionale
- Coppa d'Asia: 1

2015

### Individuale
- Squadra del campionato giapponese: 1

2021